# دره مرگ (فیلم ۱۹۸۲)
دره مرگ (انگلیسی: Death Valley) فیلمی در ژانر ترسناک و اسلشر به کارگردانی دیک ریچاردز است که در سال ۱۹۸۲ منتشر شد. از بازیگران آن می‌توان به کاترین هیکس و ادوارد هرمن اشاره کرد.